# Église Saint-Sulpice de Montils
Pour les articles homonymes, voir Église Saint-Sulpice.
L’église Saint-Supice est une église romane située à Montils, dans le département français de la Charente-Maritime et le diocèse de La Rochelle et Saintes.

## Historique
Datant du XIIe siècle, elle a subi de nombreux remaniements, le clocher est du XVe siècle et la façade occidentale fut remaniée au XVIe siècle.
L'église est classée au titre des monuments historiques par arrêté du 14 avril 1923.

## Description
La façade est en triptyque sur deux étages partagée par des colonnettes. Il subsiste des chapiteaux de colonnes très ouvragés. La nef romane est le niveau le plus bas, le clocher est soutenu par des contreforts très massifs sur un niveau plus élevé que la nef et enfin l'abside est le niveau le plus haut. Elle possède une chapelle au nord.

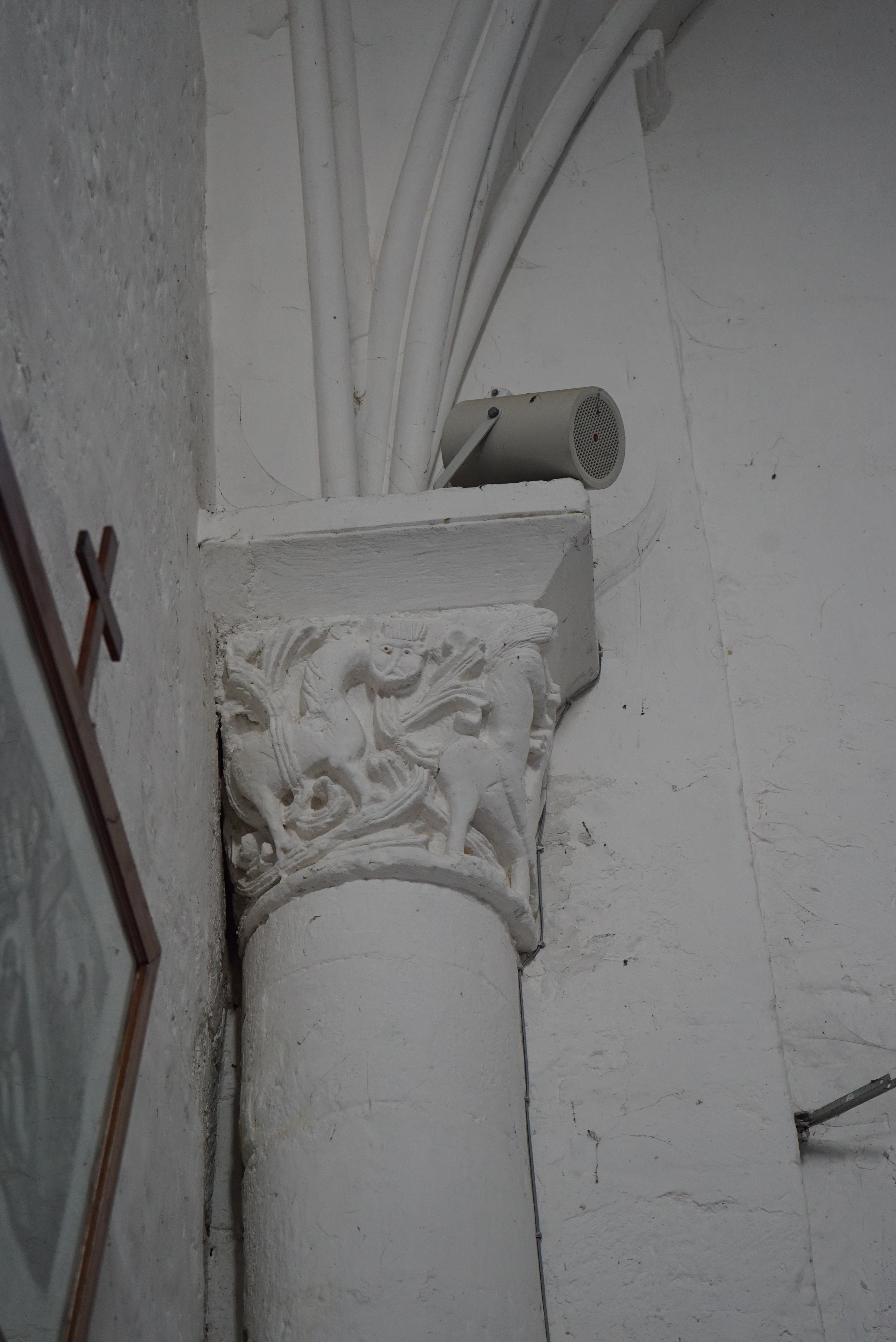
Chapiteau ouvragé.

## Galerie de photos

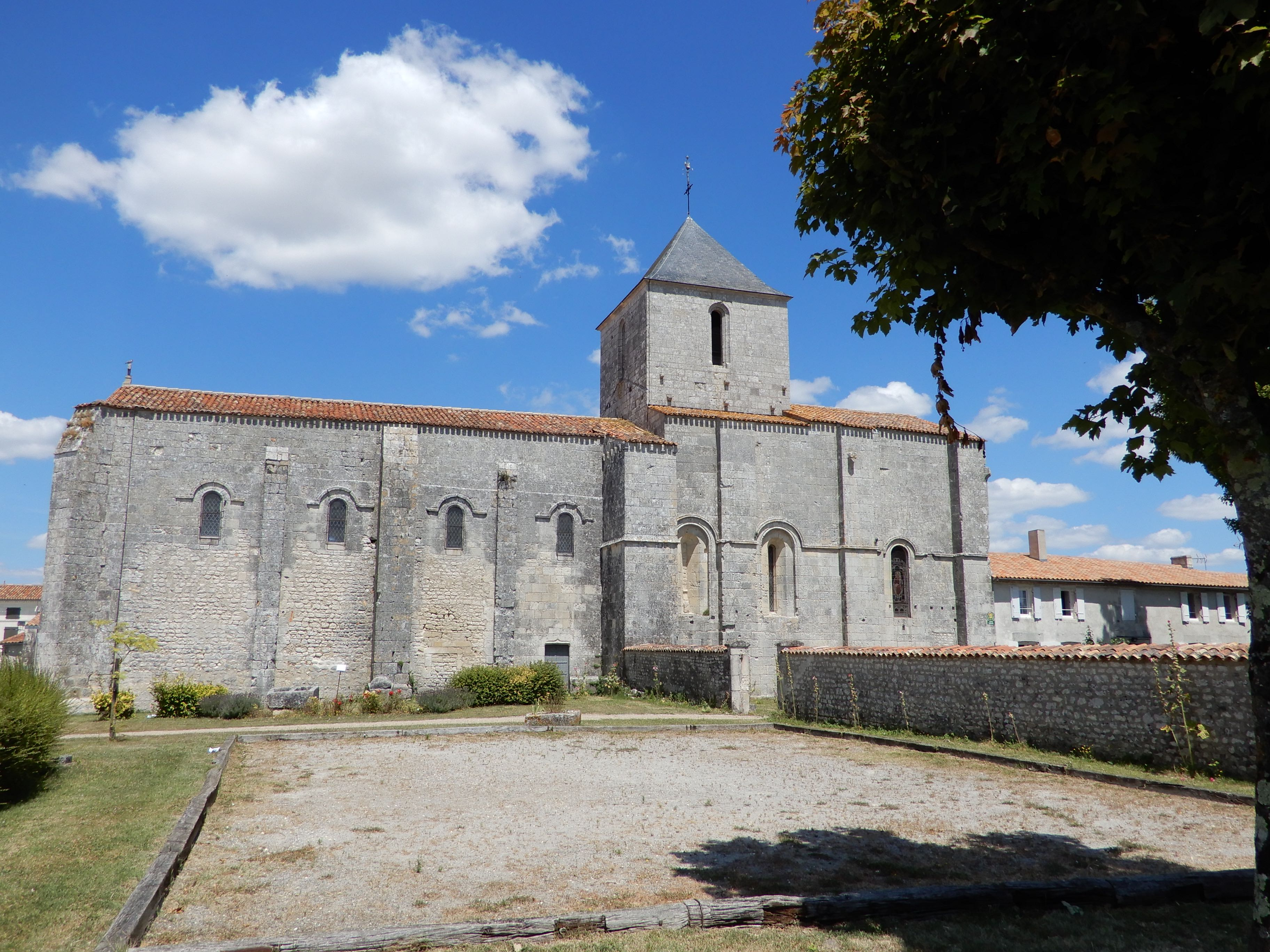
La façade sud,
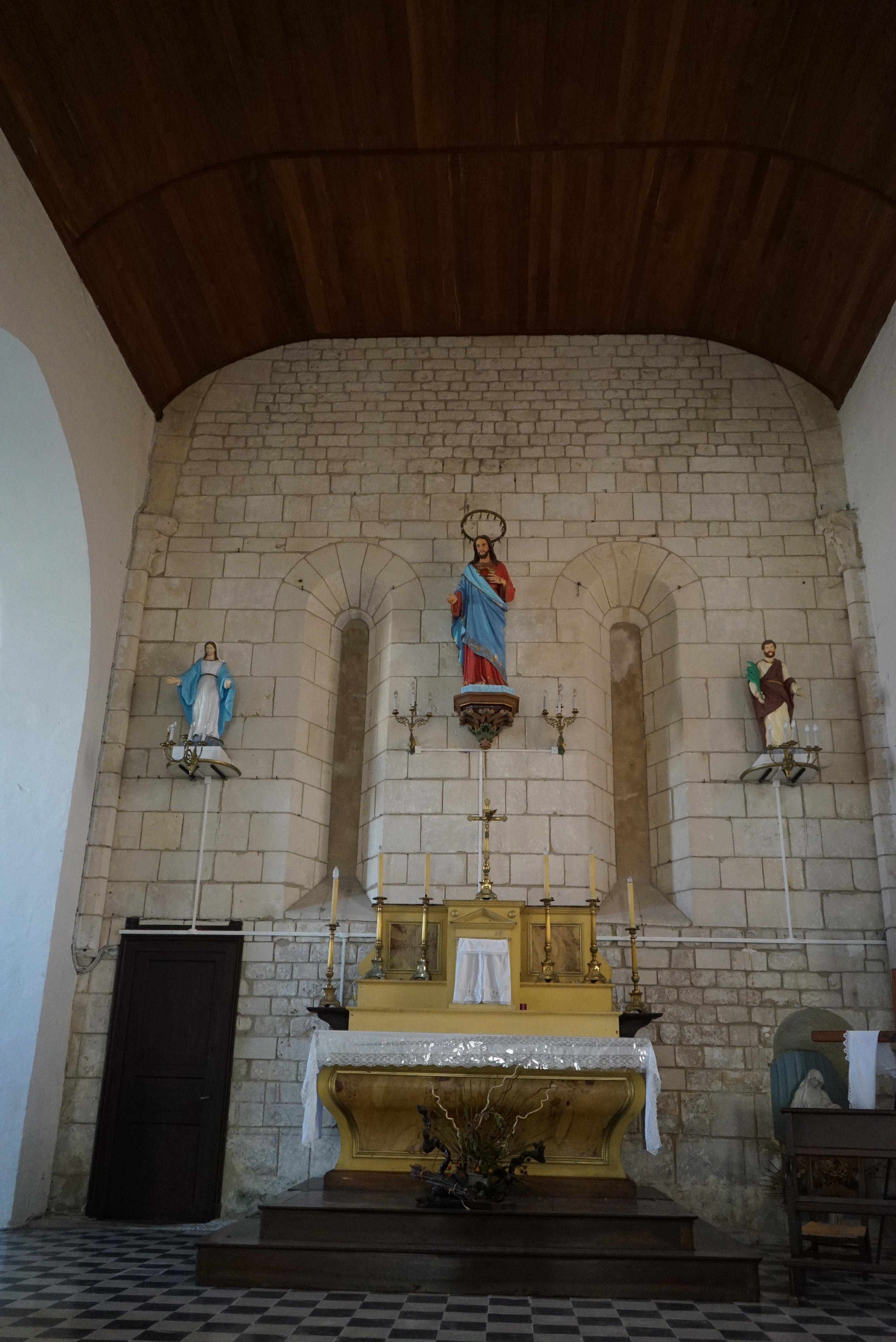
le chevet plat,
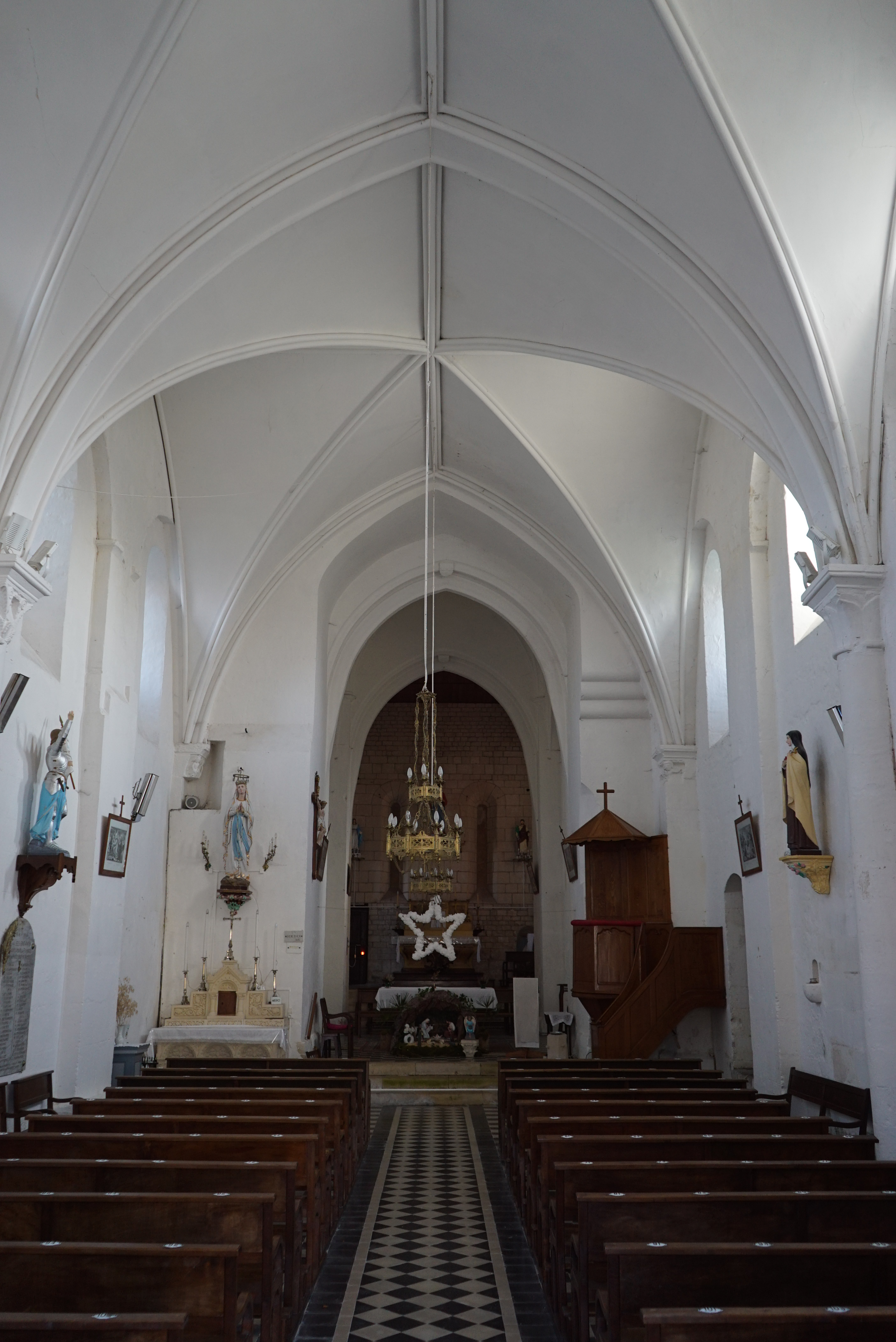
la nef.